# Alcimochthes limbatus
Alcimochthes limbatus es una especie asiática de araña cangrejo del género Alcimochthes, infraorden Araneomorphae. Fue descrita científicamente por Simon en 1885.

## Distribución
Se distribuye por varios países del continente asiático (Malasia, Singapur, Vietnam, China, Taiwán y Japón).

## Taxonomía
Fue descrita por Simon en 1885.
Tratamiento taxonómico
La especie aparece registrada y publicada en Matériaux pour servir à la faune arachnologiques de l’Asie méridionale. III. Arachnides recueillis en 1884 dans la presqu’île de Malacca, par M. J. Morgan. IV. Arachnides recueillis à Collegal, district de Coimbatoore, par M. A. Theobald G. R. Bulletin De La Société Zoologique De France 10: 436-, 462.